# Індіанський фемінізм
Індіанський фемінізм (англ. Native American Feminism) — це міжсекційний феміністичний рух, поєднаний з досвідом корінних американок та жінок корінних народів Канади. Як галузь ширшого фемінізму корінних народів, він аналогічним чином надає перевагу деколонізації, суверенітету корінних народів та розширенню можливостей жінок і дівчат корінних народів у контексті культурних цінностей та пріоритетів корінних американців та перших націй, а не білих, як основної течії. Центральним і нагальним питанням для корінних феміністок є криза зниклих та вбитих корінних жінок.

## Огляд
Індіанська феміністка Рена К. Рамірес пише, що:
Слово корінна в терміні „корінні фемінізми“ [використовується], щоб зосередитись на нашому подібному досвіді, як корінних жінок по всій Америці. Але незалежно від того, чи вживають люди племінні назви, „корінні“, „тубільні“, „нерші нації“, або інший термін, висвітлення неоднорідності має важливе значення для оцінки різноманітного досвіду жінок корінного населення. Дійсно, подібно до інших жінок кольорових феміністок, ця різноманітність спонукає людей сперечатися за розвиток множинних фемінізмів, а не особливого фемінізму.
Рамірес розглядає мету корінного фемінізму як переосмислення та встановлення боротьби корінних жінок у галузі, де, як правило, „фемінізм“ означає „білий фемінізм“. На її думку, корінний фемінізм є міжсекційним, і відносини між расою, етнічною приналежністю, статтю, сексуальністю, класом та націями в Північній Америці, починаючи від колоніалізму, повинні бути переглянуті як засіб розуміння та ідентифікації феміністської практики.

## Проблеми
Основною проблемою фемінізму корінних американок є криза зниклих та вбитих корінних жінок (MMIW). Тисячі корінних жінок, вбитих або зниклих безвісти у Північній Америці, майже не розслідуються канадськими чи американськими урядами. Тиск з боку сімей жертв та їх корінних спільнот FNIM нарешті призвів до канадського національного розслідування зниклих та вбитих корінних жінок та дівчат, який дійшов висновку, що в Канаді триває геноцид проти жінок корінного населення.
Дженніфер Брант та Д. Меммі Лавелл-Гарвард написали, що питання щодо MMIW часто залишаються поза увагою і не сприймаються серйозно  оскільки жінки корінного населення стикаються із системним расовим та гендерним гнобленням.
Деколонізація корінних народів, розглянута крізь приціл фемінізму корінних американців, може передбачати активізацію та рекультивацію матріархальних культурних традицій корінних народів. Мейл Арвін пише, що під час колонізації білі поселенці нав'язували свої гетеропатріархальні практики корінним громадам. Арвін заявляє, що корінні американські феміністки підсилюють матріархальні процеси через освіту та активність.
Культурний багаж, пов'язаний зі словами „феміністичний“ та „фемінізм“, призвів до певної незгоди щодо того, що називати „рідним фемінізмом“. Кейт Шенлі, ассінібойнійська феміністка, вважає, що більшість корінних жінок розглядають „фемінізм“ як виключно білий жіночий рух, і тому не хочуть асоціюватися зі словом. Далі вона зазначає, що фемінізм як концепція під будь-якою назвою, має особливе значення для корінних жінок, включаючи ідею сприяння спадкоємності традицій і, отже, досягнення визнання суверенітету племен.
Суверенітет племен є головним для фемінізму корінних народів, а також ключовою політичною проблемою в індіанській країні, оскільки самовизначення корінних американців вважається основою як культурного, так і матеріального виживання. На думку Рамірес, для досягнення цього племінний суверенітет повинен бути переосмислений з точки зору корінних жінок. Кришталевий Яструб пише,
Суверенітет — це активний, живий процес у цьому вузлі людських, матеріальних та духовних відносин, пов'язаних між собою взаємними обов'язками та зобов'язаннями. З цього вузла стосунків народжується наша історія, наша ідентичність, традиційні способи управління собою, наші переконання, наші стосунки до землі, а також те, як ми їмо, одягаємося, тримаємося вдома та дбаємо про свої сім'ї, громади та нації».